# Economia de l'Orient Mitjà

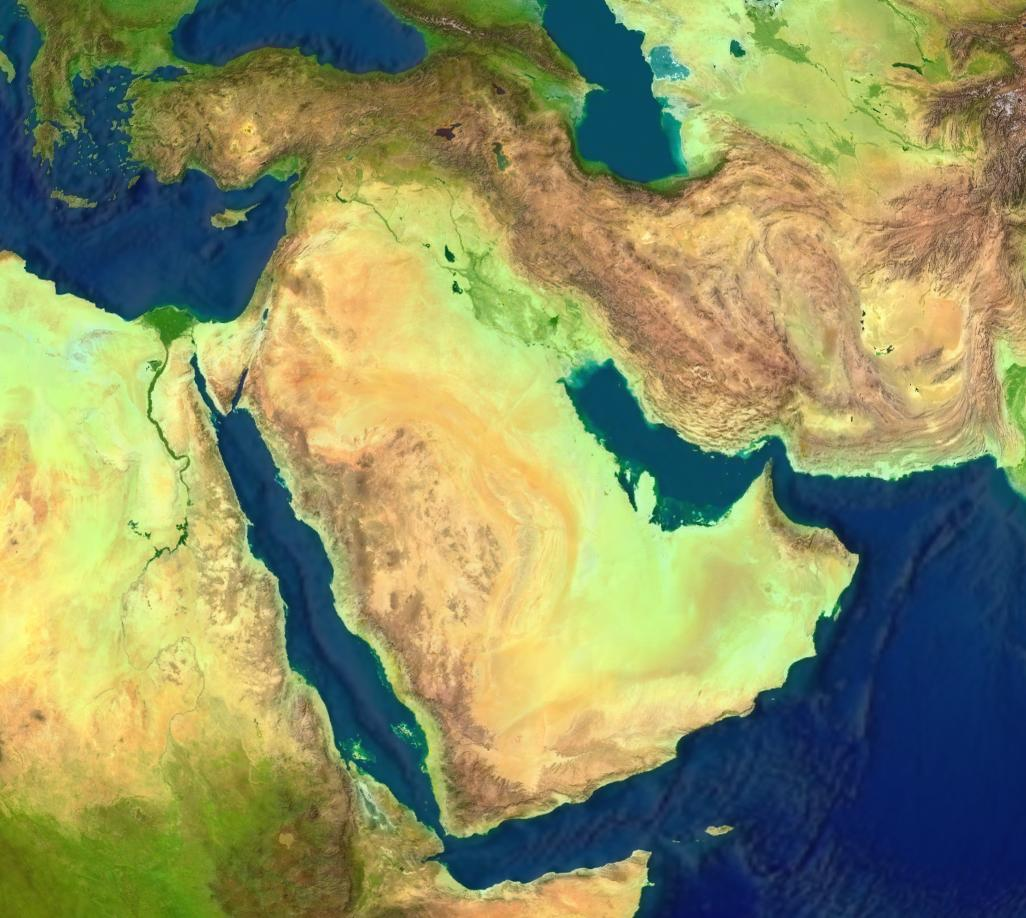
Imatge de l'Orient Mitjà des de l'espai.

L'Economia de l'Orient Mitjà és tan diversa com els països que la formen. La producció i exportació de petroli i les matèries primeres continua sent, sobre manera, la principal font de riquesa de l'Orient Mitjà i en particular dels països de la Península Aràbiga, l'Iraq i Kuwait, d'altres països com Israel, el Líban, Jordània, Turquia, Xipre o alguns emirats han dirigit la seva economia en altres activitats com ara el turisme, el comerç, agricultura o altes tecnologies. D'altra banda, el fenomen més recent, els petrodòlars es reinverteixen a través de fons públics i privats àrabs en finances i economia internacional.
Al 2012, el PIB de la regió en paritat de poder adquisitiu és de $ 4,436 bilions, o més del 5% del PIB mundial. En termes de PIB per capita, els països varien àmpliament, des de més de 80 000 $ per any per habitant a Qatar —que està a prop de la de Luxemburg— a 2.500 $ per al Iemen —un nivell proper al de Moldàvia.

## Països productors d'hidrocarburs

Mapa de l'Orient Mitjà dels seus jaciments de petroli.

Per a la majoria dels països àrabs que exporten petroli a l'Orient Mitjà, i més concretament els hidrocarburs, generen riquesa, mà d'obra, inversió estrangera, força geopolítica i una promesa de poder, a l'escenari internacional. Per exemple, el 45% dels ingressos del govern de l'Aràbia Saudita, el 55% del seu PIB i el 90% de les seves exportacions estan directament o indirecta relacionats amb l'explotació dels seus jaciments de petroli.
En els últims anys, la majoria dels països de la regió han realitzat esforços per diversificar la seva economia, l'Autoritat d'Inversió d'Abu Dhabi és avui el més gran fons sobirà mundial de riquesa, administra $ 875 mil milions i és responsable d'invertir els ingressos petroliers de l'emirat d'Abu Dhabi en tot el món perquè siguin fructífers. D'altra banda, alguns emirats i les monarquies de la regió han optat per recórrer novament al petroli, fent servir el seu cop de sort financer per dirigir als seus països a un món a un nivell dels països desenvolupats,centrant-se en ciutats ecològiques (Masdar) o en ciutats noves (Ciutat Econòmica Abdul-lah).

Altres països àrabs també han decidit reinvertir els seus ingressos petroliers directament en el seu propi territori en projectes arquitectònics, de vegades gegantins, com Illes de la Palmera, Burj Khalifa o Dubai Marina a Dubai. Aquestes inversions nacionals i internacionals tendents a desenvolupar activitats no dependents del petroli tenen l'objectiu de preparar els països del Golf per l'etapa del postpetroli.
Al Gener de 2009, Oil and Gas Journal estimava que els països de l'Orient Mitjà (incloent-ne 8 dels 12 països que també formen part de l'OPEP, tenien el 60% de les reserves mundials de petroli (810,98 milions de barrils) i el 45% de les reserves mundials de gas natural (2 868.886 milers de Gm 3 (unitat de la indústria del petroli i del gas).

## Els altres paÏsos
Turquia, l'Egipte, Israel i Xipre gràcies a posseir factors favorables per al turisme procedent d'Europa i Amèrica del Nord, han fet inversions i desenvolupat llocs turístics, culturals i històrics, aconseguint d'aquesta regió una de les més atractives del món.

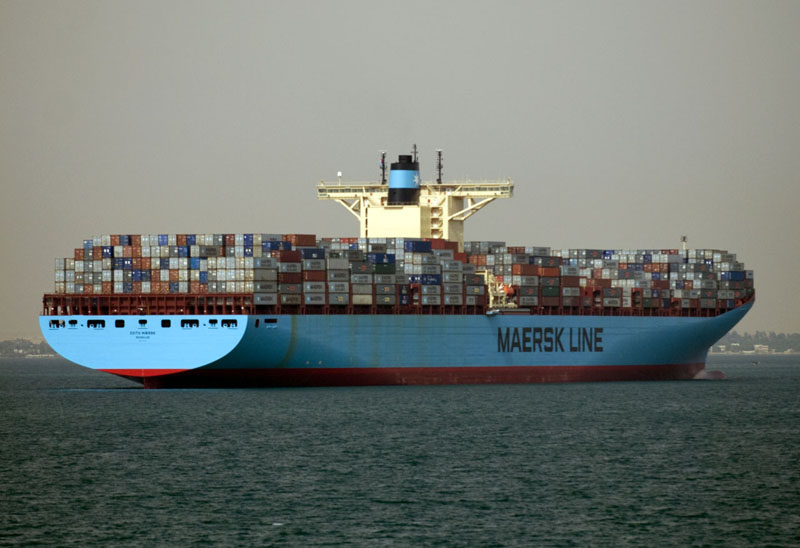
Vaixell de transport de contenidors travessant el Canal de Suez.

L'agricultura encara ocupa un lloc prominent en l'ocupació de llocs de treball en alguns països de l'Orient Mitjà; la regió Creixent fèrtil (l'Iraq, Síria, el Líban i Turquia), el Nil a Egipte o l'activitat del quibuts i moixav a Israel han garantit la seguretat alimentària necessària per a l'economia dels països mediterranis abans de desenvolupar les seves activitats de serveis.
Les activitats comercials i financeres també han augmentat significativament, gràcies a les rutes de transport fàcilment controlables (Mar de Màrmara a Turquia i Canal de Suez a Egipte). Així com la gran importància que tenen les activitats d'importació i exportació de mercaderies, en particular primeres matèries i productes manufacturats procedents de l'Àsia oriental amb l'Àsia Sud-oriental, des de l'Índia i l'Orient Mitjà a la Unió Europea i Amèrica del Nord.

## Del sector públic al sector privat
La redistribució dels ingressos del petroli a les poblacions emprades per l'estat es va portar a terme fins finals de la dècada de 1990, quan el petroli va patir una crisi important. Amb la disminució de les rendes dels hidrocarburs, el pressupost d'alguns estats es va reduir i, per tant, va tenir un efecte negatiu en la quantitat de feines públiques. La necessitat de desenvolupar el sector privat va sorgir, especialment per als països de la península Aràbiga; la construcció i la inversió en mercats estrangers a través de fons de riquesa sobirana han crescut fortament. La conseqüència de la urbanització molt ràpida va ser la conducció cap a l'explosió d'una bombolla immobiliària als anys 2003 i 2004. Després del període de desindustrialització, durant el segle xx, els moviments polítics a l'Orient Mitjà no únicament van exigir un renaixement polític, sinó que molts dels seus líders també van veure la necessitat d'una reindustrialització.

## Integració regional
Alguns països de l'Península Aràbica, sota l'impuls de l'Aràbia Saudita, van decidir reunir-se per formar el Consell de Cooperació del Golf, aquesta estructura amb fins polítics i econòmics ja ha permès establir un mercat comú i desenvolupar associacions entre països riberencs, en termes d'intercanvis econòmics, energètics, militars o de transport.
Turquia, Síria, Jordània i el Líban van decidir formar un mercat de lliure circulació de mercaderies i persones, designat Samgen. Aquests països respectius no s'apliquen cap restricció a la circulació de mercaderies i les persones. Aquesta cooperació s'anirà ampliant amb altres països de la regió com ara l'Iraq i de l'Iran en un futur pròxim.

## Estadístiques (2016)
| Rango | Pais                 | PIB per capita | PIB (PPP) Total ($US B) | PIB (Milions de US$) 2015 |
| ----- | -------------------- | -------------- | ----------------------- | ------------------------- |
| 1     | Israel               | $35,200        | $281.9                  | 296,100                   |
| 2     | Iran                 | $18,100        | $876                    | 416,490                   |
| 3     | Kuwait               | $71,900        | $150.2                  | 172,608                   |
| 4     | Emirats Àrabs Units  | $67,900        | $200.4                  | 399,451                   |
| 5     | Oman                 | $46,700        | $69.43                  | 77,677                    |
| 6     | Bahrain              | $50,700        | $22.85                  | 33,862                    |
| 7     | Aràbia Saudita       | $55,200        | $581.3                  | 746,248                   |
| 8     | Turquia              | $24,900        | $1189.9                 | 798,332                   |
| 9     | Líban                | $18,500        | $46.03                  | 50,028                    |
| 10    | Qatar                | $127,700       | $101.2                  | 210,109                   |
| 11    | Egipte               | $12,600        | $470.4                  | 286,435                   |
| 12    | Jordania             | $12,300        | $33.06                  | 35,878                    |
| 13    | Síria                | $2,900         | $102.5                  | 77,460                    |
| 14    | Iraq                 | $17,900        | $249.4                  | 223,508                   |
| 15    | Territoris Palestins | $4,300         | $ N/A                   | N/A                       |
| 16    | Iemen                | $2,400         | $58.2                   | 43,229                    |